# Monterrey Open 2014
Il Monterrey Open 2014, anche conosciuto come Abierto Monterrey presentado por Afirme  per motivi di sponsorizzazione, è stato un torneo femminile di tennis giocato sul cemento. È stata la 6ª edizione del torneo, che fa parte della categoria International nell'ambito del WTA Tour 2014. Si è giocato al Club Sonoma di Monterrey in Messico, dal 31 marzo al 6 aprile 2014.

## Partecipanti

### Teste di serie
| Nazionalità | Giocatrice           | Ranking* | Testa di serie |
| ----------- | -------------------- | -------- | -------------- |
| Italia      | Flavia Pennetta      | 12       | 1              |
| Serbia      | Ana Ivanović         | 13       | 2              |
| Danimarca   | Caroline Wozniacki   | 18       | 3              |
| Spagna      | Garbiñe Muguruza     | 34       | 4              |
| Slovacchia  | Magdaléna Rybáriková | 36       | 5              |
| Italia      | Karin Knapp          | 50       | 6              |
| Porto Rico  | Mónica Puig          | 58       | 7              |
| Polonia     | Urszula Radwańska    | 61       | 8              |

- Ranking al 17 marzo 2014.

### Altre partecipanti
Le seguenti giocatrici hanno ricevuto una wild-card per il tabellone principale:
- Kirsten Flipkens
- Ximena Hermoso
- Marcela Zacarías

Le seguenti giocatrici sono entrati nel tabellone principale passando dalle qualificazioni:

- Luksika Kumkhum
- Julia Boserup
- Aleksandra Wozniak
- Dalila Jakupovič

## Campionesse

### Singolare
Ana Ivanović ha sconfitto in finale  Jovana Jakšić per 6–2, 6–1.
- È il tredicesimo titolo in carriera per la Ivanović, il secondo nel 2014.

### Doppio
Darija Jurak /  Megan Moulton-Levy hanno sconfitto in finale  Tímea Babos /  Ol'ga Govorcova con il punteggio di 7–6(5), 3–6, [11-9]